# فيلنوف-لا-غارين
فيلنوف-لا-غارين، هي بلدية في الضواحي الشمالية لباريس، فرنسا. يقع على بعد 9.2 كم (5.7 ميل) من وسط باريس في منطقة أوت-دو-سين في منطقة إيل دو فرانس. المدينة مخدمة بشكل جيد من قبل نظام حافلات باريس الحضرية: تمر عدة خطوط عبر أراضيها. (خطوط حافلات RATP 137 و 177 و 178 و 261 و 378).

## التاريخ
تم إنشاء بلدية فيلنوف-لا-غارين في 9 أبريل 1929 عن طريق فصل أراضيها عن بلدية جينيفيلييه.

## المواصلات
لا تخدم فيلنوف-لا-غارين أي محطة من محطات مترو باريس أو RER أو شبكة السكك الحديدية في الضواحي. أقرب محطة إلى فيلنوف-لا-غارين  هي محطة سان-دوني ، وهي محطة تبادل على خط باريس RER D وعلى خط سكة حديد ترانسيلين باريس-نورد تقع هذه المحطة في بلدية سان-دوني ، على بعد 0.9 كم (0.56 ميل) من وسط مدينة فيلنوف-لا-غارين.
المدينة مخدمة بشكل جيد من قبل نظام حافلات باريس الحضرية: تمر عدة خطوط عبر أراضيها. (خطوط حافلات RATP 137 و 177 و 178 و 261 و 378).
منذ 15 نوفمبر 2012 ، يتم عبور المدينة بواسطة الترام

## التركيبة السكانية
اعتبارًا من 1 يناير 2011 كان هناك 25644 مقيمًا.
اعتبارًا من عام 2016 ، كان ما يقرب من 37 ٪ من السكان دون سن 25 عامًا.

## التعليم
اعتباراً من العام الدراسي 2015-2016 كان لدى البلدية 1,280 طالب في مرحلة ما قبل المدرسة , و 1,973 طالباً في المرحلة الابتدائية , و 1,978 طالباً في المرحلة الثانوية.
تشمل المدارس الإعدادية:
- كوليج إدوارد مانيه [7]
- كوليج جورج بومبيدو [8]

المدارس الثانوية:
- مدرسة ليسيه متعدد التكافؤ تشارلز بيتيت [9]
- ليسيه ميشيل أنج [10]

المكتبة العامة هي Bibliothèque Aimé-Césaire .

## شخصيات
- إريك مارستر ، لاعب كرة قدم
- لامين دياكيت ، مغني راب
- رومان هبران ، لاعب كرة قدم

## الاقتصاد
تعد Villeneuve-la-Garenne موطنًا لأحواض بناء السفن:
- Chantier de la Société Française de Construction navale
- Vanpraet Chantiers Navals du Nord